# Nguyễn Hữu Lập
Nguyễn Hữu Lập, tự Nọa Phu, hiệu Thiếu Tô Lâm tiên sinh, quê ở làng Trung Cần, xã Nam Trung, huyện Nam Đàn, tỉnh Nghệ An, Ông sinh ra trong một gia đình có truyền thống khoa bảng, cha là Nguyễn Hữu Dực đỗ cử nhân làm quan đến chức Ngự sử, có chú ruột là Thám hoa Nguyễn Văn Giao.
Từ nhỏ ông đã sớm nổi tiếng về thông minh, học rộng ông đỗ Giải Nguyên năm Canh tuất, đỗ Đình nguyên Hoàng giáp năm Nhâm tuất triều Tự Đức thứ 15. Cuộc đời làm quan của ông trải qua nhiều chức vụ như: Tri phủ Vĩnh Tường, Án sát Sơn Tây, chánh chủ khảo trường thi Nam Định, Binh bộ hữu tham tri, Cơ mật viện đại thần, Thương bạc đại thần, Hàm lâm viện thị giảng, đặc biệt có lần ông được vua Tự Đức cử làm Chánh sứ cầm đầu đoàn sứ bộ sang giao bang với nhà Thanh.
Khi Pháp xâm lược Việt Nam, Nguyễn Hữu Lập là người có tinh thần chủ chiến và canh tân đất nước, có lần ông đã tâu với nhà vua xin cho 50 cử nhân sang Pháp học tập tiếp thu nền văn minh hiện đại, nhưng không được triều đình chấp nhận, ông chính là người có công biên chép và chú thích lại tác phẩm "Truyện Kiều" của đại thi hào Nguyễn Du, đây là bản Truyện Kiều chép tay cổ nhất của Việt Nam với nhiều chú giảng cặn kẽ tường minh. Ông qua đời tại kinh thành Huế thọ 52 tuổi.